# Luciano Rebulla
Luciano Rebulla (Monfalcone, 31 dicembre 1949) è un politico italiano.